# Луиђи
Луиђи је млађи брат близанац Супер Мариа и један од главних протагониста Марио франшизе, те главни протагонист свог мини-серијала. Уз Мариа и Баузера се појављује у највише игара и може се видети у многим телевизијским емисијама и стриповима. Луиђи је неспретан, шашав и лагано страшљив, један је од фаворита међу фановима игрица. Луиђија воле и многи ликови у играма, те, као што се види у Марио Карт Ви, има романтичну везу с Дејзи, исто као што Марио има везу с принцезом Бресквицом. Луиђи има мало мање занимљиву причу о стварању од његовог брата, али је важан лик, толико важан да је Нинтендо створио годину Луиђија у 2013. да се слави његова тридесета годишњица.